# Heinrich Maywald
Heinrich Maywald (historisch Heinrich Meywald; * 1800; † 1853) war ein deutscher Orgelbauer in Kronstadt in Siebenbürgen.

## Leben
Heinrich Maywald stammte aus Bernstadt in Schlesien (heute Bierutów). Er war möglicherweise ein Nachkomme des Orgelbauers Johann Christoph Maywald († um 1740) aus Wiegandsthal.
1833 war Meywald Gehilfe von Carl August Buchholz beim Orgelneubau in der Marienkirche in Frankfurt (Oder), 1836 bis 1839 in der Schwarzen Kirche in Kronstadt in Siebenbürgen (damals in Ungarn). Danach blieb er in Kronstadt als Orgelbauer tätig.

## Werkliste (Auswahl)
Heinrich Maywald baute einige Orgeln in Siebenbürgen und führte Umbauten und Reparaturen durch. Vier Orgeln sind restauriert, weitere vier erhalten, aber nicht spielbar.
Orgelneubauten
| Jahr      | Ort                             | Gebäude                                         | Bild | Manuale | Register | Bemerkungen |
| --------- | ------------------------------- | ----------------------------------------------- | ---- | ------- | -------- | --- |
| 1833–1834 | Frankfurt (Oder)                | Marienkirche                                    |      | III/P   | 54       | Gehilfe bei Carl August Buchholz, 1945 zerstört                                                                      |
| 1836–1839 | Kronstadt/Brașov                | Schwarze Kirche                                 |      | I/P     | 63       | Gehilfe bei Carl August Buchholz, Inschrift Heinrich Meywald auf einer Prospektpfeife – Orgel                        |
| 1841      | Seiburg/Jibert                  | Evangelische Kirche                             |      |         |          | 1877/80 Umbau und Erweiterung durch Joseph Nagy auf II/P, 20, nicht spielbar                                         |
| 1842      | Neustadt bei Kronstadt/Cristian | Evangelische Kirche                             |      | II/P    | 26 (25)  | 2016 restauriert |
| 1843      | Wolkendorf/Vulcan               | Evangelische Kirche                             |      | I/P     | 11       | mit Pfeifen von Johannes Prause von 1781/82, 1935 wahrscheinlich neuer Prospekt durch Carl Einschenk, nicht spielbar |
| 1846      | Neuschloss/Gherla               | Armenisch-katholische Dreifaltigkeitskathedrale |      | II/P    | 20       | 2004 restauriert |
| 1846      | Galt/Ungra                      | Evangelische Kirche                             |      | I/P     | 13       | 2013 fast alle Metallpfeifen gestohlen, Mechanik intakt, nicht spielbar                                              |
| 1849      | Klausenburg/Cluj-Napoca         | Katholische Piaristenkirche                     |      | II/P    | 20       | 2013 restauriert |
| 1850      | Rothberg/Roşia                  | Evangelische Kirche                             |      | I/P     | 10       | 2010 restauriert |
| 1851      | Schaal/Șoala                    | Evangelische Kirche                             |      | I/P     | 12       | nicht spielbar |

Weitere Arbeiten
- 1846 Râșnov/Rosenau, Evangelische Kirche, Reparaturen, Vertrag erhalten[13]